# 紀元前284年
紀元前284年（きげんぜん284ねん）は、ローマ暦の年である。
当時は、「ガイウス・セルヒリウス・トゥッカとルキウス・カエキリウス・メテッルス・デンテルが共和政ローマ執政官に就任した年」として知られていた（もしくは、それほど使われてはいないが、ローマ建国紀元470年）。紀年法として西暦（キリスト紀元）がヨーロッパで広く普及した中世時代初期以降、この年は紀元前284年と表記されるのが一般的となった。

## 他の紀年法
- 干支 : 丁丑
- 日本
  - 皇紀377年
  - 孝霊天皇7年
- 中国
  - 周 - 赧王31年
  - 秦 - 昭襄王23年
  - 楚 - 頃襄王15年
  - 斉 - 湣王17年
  - 燕 - 昭王28年
  - 趙 - 恵文王15年
  - 魏 - 昭王12年
  - 韓 - 釐王12年
- 朝鮮
  - 檀紀2050年
- ベトナム :
- 仏滅紀元 : 261年
- ユダヤ暦 :

## できごと

### 共和政ローマ
- アドリア海沿岸に住むセノネス族と呼ばれるガリア人の部族が、エトルリアのアレティウム（アレッツォ）を攻撃した。同盟を結ぶこの街を助けるため、共和政ローマは執政官ルキウス・カエキリウス・メテッルス・デンテルの指揮の下、アレティウムの戦いで莫大な戦費に苦しみながらセノネス族を破った。

### ギリシア
- ピュロスは、リュシマコスによってマケドニア王国から追放され、エピロスに戻った。

### 小アジア
- プトレマイオス1世の長男プトレマイオス・ケラウノス及びその母でアンティパトロスの娘エウリュディケは、新しい王プトレマイオス2世に縁を切られ、トラキア、マケドニア王国、小アジアの王リュシマコスの元に逃げた。
- トラキアを、リュシマコスの長男アガトクレスではなく自身の息子に継がせたいと思っていたリュシマコスの妻アルシノエ2世は、兄のプトレマイオス・ケラウノスの助けを借りて陰謀を働いた。彼らは、アガトクレスがセレウコス1世と共謀して王位を狙っていると非難し、アガトクレスは死に追いやられた。リュシマコスとその家族によるこの残忍な行為は、大きな義憤を引き起こした。小アジアの多くの都市は反乱を起こし、最も信頼できる友人は彼を見限った。
- アガトクレスの未亡人リュサンドラは、子供とアガトクレスの兄弟のアレクサンドロスを伴って、小アジアにおけるリュシマコスの領土を侵略し始めていたセレウコス1世の元に逃げた。

### 中国
- 燕の昭王が斉を攻撃する軍を発し、楽毅を上将軍とした。秦は尉斯離に軍を与えて趙・魏・韓の軍と合流させた。趙の恵文王は相国の印授を楽毅に与えた。楽毅と秦・魏・韓・趙の兵は連合して斉を攻めた。斉の湣王は国中の人々を動員して防戦にあたったが、済西の戦いで斉軍は大敗した。楽毅は秦と韓の軍を帰国させ、魏軍には宋の旧地を攻略させ、趙軍には河間の地を接収させ、自らは燕軍を率いて、斉国の奥深くまで侵入した。斉の湣王は逃走し、楽毅は臨淄に入った。燕の昭王は遠征軍の功労をねぎらって、楽毅を昌国君に封じた。
- 斉の湣王は衛に亡命したが、態度が不遜だったために追い出された。鄒や魯に逃れたが、やはり傲慢だったため、入国を許されなかった。やむなく自国領でなお降伏していなかった莒に逃れた。湣王は楚が斉を救援するために送り込んだ淖歯を斉の宰相とした。しかし淖歯は、燕とのあいだで斉を分割することをもくろみ、湣王を殺害した。
- 燕の楽毅は斉の70城あまりを攻略し、燕の郡県として編入した。
- 秦の昭襄王と魏の昭王と韓の釐王が洛陽で会合した。

## 死去
- ルキウス・カエキリウス・メテッルス・デンテル - ローマの執政官、将軍（紀元前320年生）
- アガトクレス - リュシマコスの息子
- 湣王 - 斉の王